# Acido tiobenzoico
L'acido tiobenzoico è un composto organosulfureo con formula molecolare C6H5COSH. È il genitore degli acidi aril tiocarbossilici. È un liquido giallo pallido che congela appena al di sotto della temperatura ambiente.

## Preparazione
L'acido tiobenzoico viene preparato mediante trattamento del cloruro di benzoile con idrosolfuro di potassio:
{\displaystyle {\ce {C6H5C(O)Cl\ +\ KSH->C6H5C(O)SH\ +\ KCl}}}

## Acidità
Con una costante di dissociazione acida (pKa) vicino a 2,5, questo acido è quasi 100 volte più acido dell'acido benzoico. La base coniugata è il tiobenzoato (C6H5COS−).